# Hyde (Hampshire)
Hyde è un villaggio e parrocchia civile dell'Inghilterra, appartenente alla contea dell'Hampshire.